# Turcia la Concursul Muzical Eurovision 2010
Turcia a participat la concursul muzical Eurovision 2010. Au existat speculații că Tarkan sau Murat Boz ar putea reprezenta Turcia, însă, la 12 ianuarie 2010, s-a hotărât ca formația MaNga va reprezenta țara la competiție. La 3 martie s-a decis că melodia interpretată va fi „We Could Be The Same”.

## Finală
În finală, Turcia s-a clasat pe locul al doilea cu 170 de puncte.